# 朱偉捷
朱偉捷（1954年5月13日—），作曲家，政治面貌是中國民主同盟（民主黨派人士），現在是中國國家1級作曲（正高級職稱，2008年12月30日起），廈門市歌仔戲劇團副團長（主持工作）。
曾在泉州市安溪县高甲戏剧团做作曲工作，2001年獲評國家作曲中級職稱，后獲評副高級職稱。
2006年6月27日起出任廈門市歌仔戲劇團團長助理，2007年6月12日起出任主持工作的副團長。
2007年，他以歌仔戲現代戲《邵江海》的音樂設計工作業績與江松民共同獲得中華人民共和國文化部第12屆文華獎的單項獎「文華音樂創作獎」。